# Farman HF.20

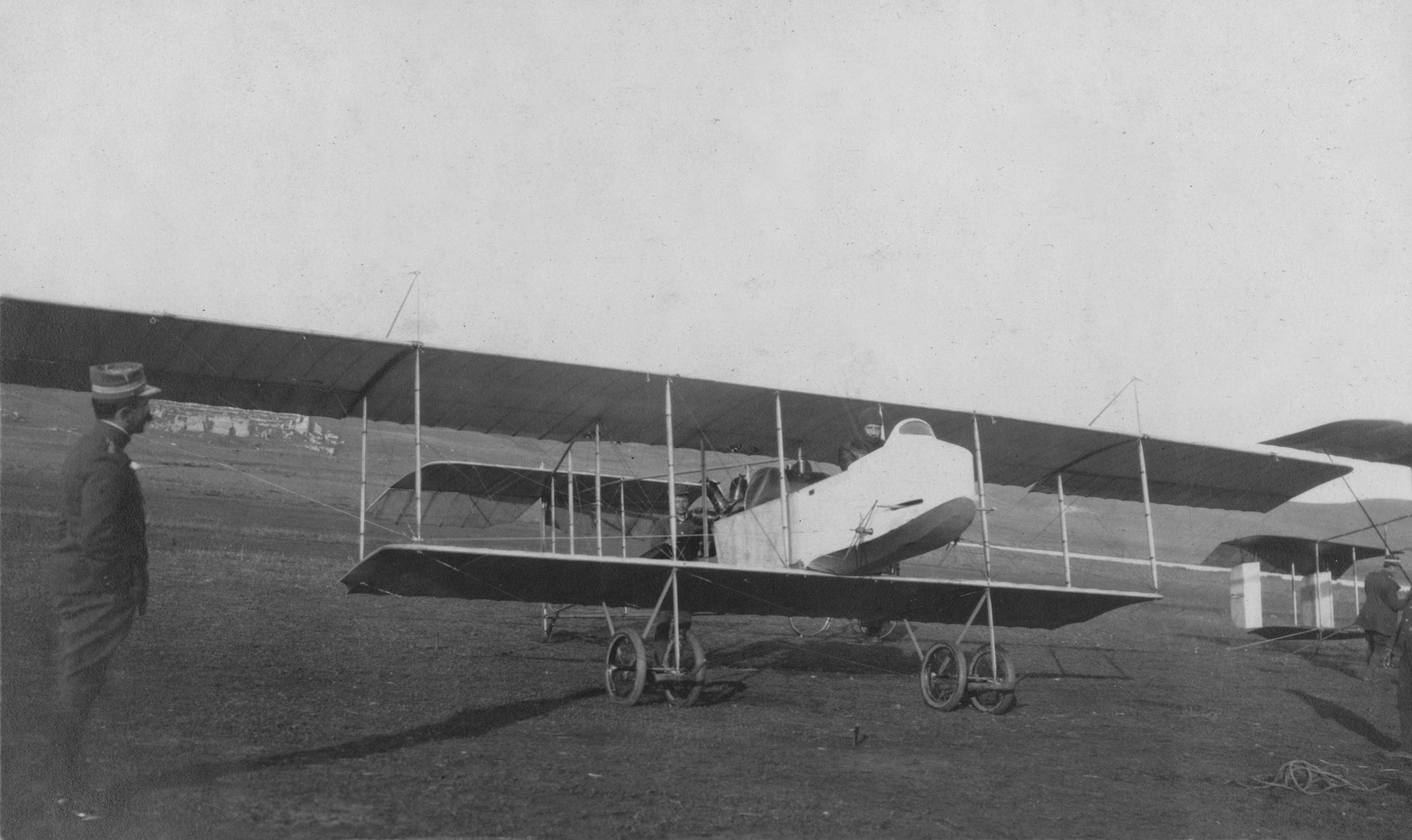
Un biplan HF.20 la Nicopole Airfield, langa Preveza, în decembrie 1912

 Farman HF.20  a fost un avion militar francez construit de către Fabrica de avioane Henri Farman. A fost folosit ca avion de recunoaștere (observare) și bombardament ușor în prima parte  Primului Război Mondial, ulterior fiind folosit ca avion de școală.
Avionul Farman HF.20 s-a aflat în înzestrarea escadrilelor din organica Corpului Aerian din Armata României, la începutul campaniei din anul 1916 fiind în evidență un număr de 5 bucăți, din care 2 în stare operațională. : Anexa 10 :pp. 85-125

## Principii constructive
Farman HF.20 a fost proiectat într-o configurație biplan cu aripi cu anvergură diferită, având elice propulsivă (dispusă în spatele motorului). Motorul era de tip Gnome Lambda, răcit cu aer, de 80 CP. Avionul avea ampenaje clasice, cu un stabilizator dispus în partea posterioară, la nivelul aripii superioare, sub care era montată o direcție. Carlinga, care conținea motorul și spațiul pentru echipaj era amplasată între aripa superioară și cea inferioară. Trenul de aterizare era compus dintr-o pereche de roți duble în față, cu o patină montată între roți și patină în spate. Avionul era destinat pentru misiuni de recunoaștere, dar putea fi dotat și cu o mitralieră. :pp. 89-92